# Jim Thorpe (golfista)
Jimmy Lee Thorpe (nascido em 1 de fevereiro de 1949) é um jogador norte-americano de golfe profissional que atualmente disputa os torneios do Champions Tour (Circuito dos Campeões, lit.).

## Vitórias noCircuito PGA
| N.º | Data                   | Torneio                              | Pontuação vencedora   | Margem    | Vice-campeão  |
| --- | ---------------------- | ------------------------------------ | --------------------- | --------- | ------------- |
| 1   | 15 de setembro de 1985 | Greater Milwaukee Open               | −14 (73-69-62-70=274) | 3 tacadas | Jack Nicklaus |
| 2   | 27 de outubro de 1985  | Seiko-Tucson Match Play Championship | 4 & 3                 | 4 & 3     | Jack Renner   |
| 3   | 2 de novembro de 1986  | Seiko-Tucson Match Play Championship | 67 vs. 71             | 4 tacadas | Scott Simpson |